# Crown Point (Trinidad und Tobago)
Crown Point ist ein Ort in Trinidad und Tobago. Er liegt im Südwesten der Insel Tobago im dichtbesiedelten Parish Saint Patrick. Zur Volkszählung 2011 hatte Crown Point 554 Einwohner.

## Geographie
Crown Point liegt an der Store Bay am Karibischen Meer. Unmittelbar im Süden befindet sich der Flughafen A. N. R. Robinson International Airport, der bis 2011 Crown Point Airport hieß und dessen Zufahrtsstraßen alle durch Crown Point führen. Der nächste Fährhafen liegt in der 14 km östlich gelegenen Inselhauptstadt Scarborough. 2 km östlich liegt die Nachbarstadt Canaan.

## Geschichte
Der Namensbestandteil „Crown“ geht nicht auf das englische Wort für Krone zurück, sondern ist eine Ableitung aus dem Französischen und bezeichnet Kurland, das während der wechselvollen Geschichte Tobagos mehrfach Niederlassungen auf der Insel besaß. Das Fort Milford wurde 1770 von den Briten zum Schutz der Bucht auf einer Klippe über dem Meer errichtet. Die Überreste, vor allem Kanonen, sind in einen kleinen Gedenkpark eingebunden.

## Wirtschaft
Das Städtchen wird dominiert von Hotels, Gästehäusern, Restaurants und Läden. An der Küste erstrecken sich Hotelanlagen, ein kleiner Strand ist öffentlich zugänglich und verfügt über Dusch- und Umkleideeinrichtungen. Die einzigen infrastrukturellen Anlagen Crown Points sind eine dem Flughafen zugeordnete Feuerwache sowie ein 26 Meter hoher Leuchtturm südwestlich der Stadt.